# Martin Mortensen
Martin Mortensen (* 5. November 1984) ist ein dänischer Radrennfahrer.
Martin Mortensen wurde 2002 dänischer Juniorenmeister im Zeitfahren. Drei Jahre später gewann er diesen Titel in der U23-Klasse, wo er auch im Straßenrennen Zweiter wurde.
2007 erhielt Mortensen seinen ersten Vertrag, bei Team Designa Køkken. 2007 gewann er den Grand Prix de Dourges, im Jahr darauf gemeinsam mit Michael Tronborg das Rennen Duo Normand. 2014 entschied er die Gesamtwertung der Czech Cycling Tour für sich und 2015 das Velothon Wales. 2016 gewann er das renommierte französische Radrennen Tro Bro Leon.

## Erfolge

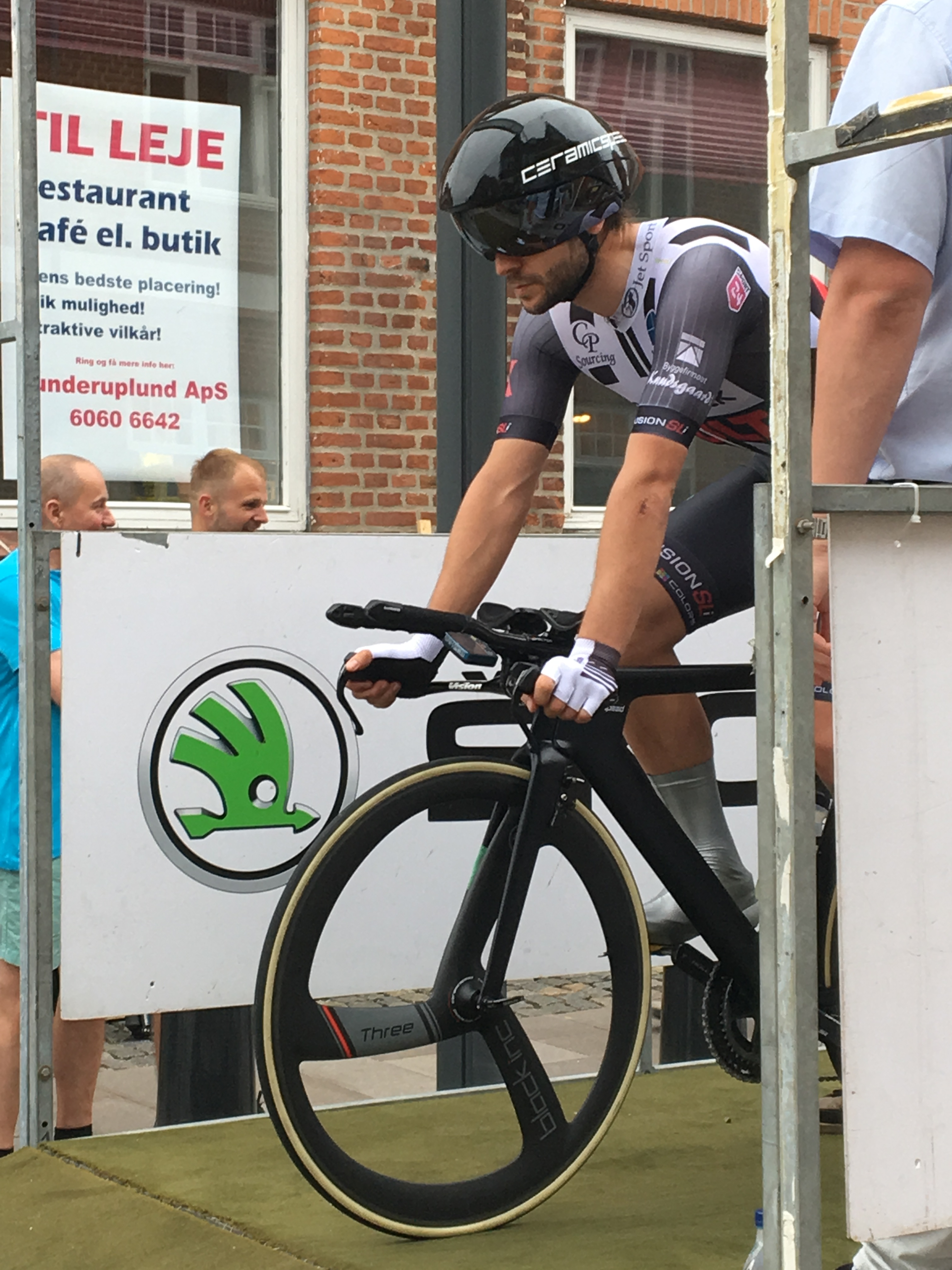
Mortensen beim Start zur dänischen Zeitfahrmeisterschaft 2017

2002
- Dänischer Meister – Einzelzeitfahren (Junioren)

2005
- Dänischer Meister – Einzelzeitfahren (U23)

2007
- Grand Prix de Dourges

2008
- eine Etappe Boucle de l’Artois
- Duo Normand (mit Michael Tronborg)

2013
- eine Etappe Tour de Normandie
- eine Etappe Slowakei-Rundfahrt

2014
- Gesamtwertung und eine Etappe Czech Cycling Tour

2015
- Velothon Wales

2016
- Tro Bro Leon

## Teams
- 2007 Team Designa Køkken
- 2008 Team Designa Køkken
- 2009 Vacansoleil
- 2010 Vacansoleil
- 2011 Leopard Trek
- 2012 Vacansoleil-DCM
- 2013 Concordia Forsikring-Riwal
- 2014 Cult Energy Vital Water
- 2015 Cult Energy Pro Cycling
- 2016 ONE Pro Cycling
- 2017 ColoQuick-Cult